# Riccardo Schicchi
Riccardo Schicchi, all'anagrafe Riccardo Nicolò Schicchi (Augusta, 12 marzo 1953 – Roma, 9 dicembre 2012), è stato un regista, fotografo e imprenditore italiano attivo nel mondo della pornografia e dello spettacolo.

## Biografia
Nasce ad Augusta da padre siciliano, Giacinto Schicchi, generale dell'Aeronautica Militare, e da madre calabrese, Giuditta, vincitrice di concorsi di bellezza. Inoltre, il prozio di Riccardo Schicchi è l'anarchico Paolo Schicchi. La famiglia si trasferisce a Roma poco dopo la nascita di Riccardo.
Da ragazzino si avvicina alla proiezione, proiettando sui marmi bianchi dei palazzi dell'Eur filmini in Super 8. A soli 12 anni diventa amico di Attilio Battistini, direttore di Men, una delle prime riviste audaci sul mercato italiano: Battistini lo fece esordire come fotografo. Iniziò a frequentare il liceo scientifico, ma cambiò istituto: si diplomò al liceo artistico con specializzazione in fotografia. Si perfeziona dunque all'Accademia d'Arte. Nel frattempo, Mario B., giornalista de il manifesto, gli fece pubblicare foto osé sul primo numero di Superlesbo.
Nel 1973 conosce Ilona Staller e con lei conduce la trasmissione radiofonica Voulez-vous coucher avec moi? per l'emittente "Radio Luna" nella quale si parlava di sesso, anche con contributi in diretta degli ascoltatori. I due proseguirono la loro collaborazione portando in giro per l'Italia uno spettacolo erotico.
Fino al 1975 Riccardo Schicchi ha anche realizzato molti reportage per Epoca e Panorama; i reportage provenivano da tutto il mondo, in particolare da Cambogia, Tibet, Vietnam e Australia. Inoltre ha realizzato vari reportage di guerra.
Nel 1979 Schicchi fa uscire il suo primo film, Cicciolina amore mio, con protagonista Ilona Staller. Nello stesso anno produce l'album discografico di debutto di Cicciolina dal titolo Ilona Staller, con etichetta RCA Italiana, da cui nello stesso anno vengono estratti i singoli, sempre prodotti da Schicchi, I Was Made for Dancing e Cavallina a cavallo/Più su sempre più su. L'anno seguente, come fotografo, ha curato il singolo Buone vacanze/Ti amo uomo della Staller con etichetta RCA.
Nel 1983 Riccardo Schicchi e Ilona Staller hanno fondato la Diva Futura, agenzia operante nel mondo dell'erotismo e della pornografia.
Ideò e diresse vari spettacoli dal vivo, in particolare ebbe risonanza lo spettacolo live di erotismo del 1986 Curve deliziose, che vide al debutto in uno spettacolo dal vivo Moana Pozzi. Del 1987 è Fantastica Moana, film per la regia di Schicchi che segna il debutto ufficiale di Moana Pozzi nel mondo dell'hard core.
Nel 1989 cura per Cicciolina la fotografia del maxi-single San Francisco Dance con etichetta ACV Sound e dell'album Kebelbarátság con etichetta Ring; mentre per Moana Pozzi cura la fotografia del singolo Supermacho con etichetta ACV Sound.
Riccardo Schicchi si avvicinò anche al mondo politico. Dopo un primo tentativo di ingresso in politica con la Lista del Sole negli anni settanta, entrò nel Partito Radicale (PR) di Marco Pannella. Successivamente nel 1990 fu tra i fondatori del Partito dell'Amore (PdA).
Riccardo Schicchi era considerato il personaggio più influente nel mondo della pornografia italiana: a lui si riconducono nomi come Éva Henger (la moglie), Moana Pozzi, Cicciolina, Miss Pomodoro, Baby Pozzi, Rossana Doll, Jessica Rizzo, Maurizia Paradiso, Barbarella, Eva Orlowsky, Edelweiss.
Il primo lavoro che fece con Éva Henger, che diventerà poi sua moglie, è un servizio fotografico senza veli, di cui Riccardo Schicchi era fotografo glamour, per la rivista Playmen. Oltre a dirigere la moglie a livello filmografico Riccardo Schicchi nel 1994 pubblicò delle foto senza veli di Éva Henger scattate a Roma nella Fontana di Trevi. Inoltre la moglie lo aiutava nella regia e nella fotografia anche di genere hard.
Nel 1994 è stato promotore dell'"Impulse d'oro", premio internazionale pornografico. Nello stesso anno Riccardo Schicchi riceve il premio alla carriera. L'anno dopo pubblica il libro Oltraggio al pudore per la Arbor.
Nel 1998 Éva Henger è la protagonista de Le avventure ermetiche di Eva Henger, fumetto voluto da Riccardo Schicchi, disegnato da Giuseppe Di Bernardo, con Jacopo Brandi, su un'idea di Marco Bianchini; veniva pubblicato a puntate sulle riviste della Diva Futura.

### Malattia e morte
Riccardo Schicchi soffriva di una grave forma di diabete mellito di tipo 2 e a causa di ciò nel corso del 2012 è stato ricoverato in ospedale in coma diabetico, assistito dalla moglie Éva. La malattia gli ha causato seri problemi alla vista, rendendolo quasi cieco, e insufficienza renale.
È morto il 9 dicembre 2012, a 59 anni, nell'ospedale Fatebenefratelli di Roma. Lo stesso giorno Éva Henger comunicò la morte del marito a Clemente Mimun che diffuse la notizia.

## Vita privata

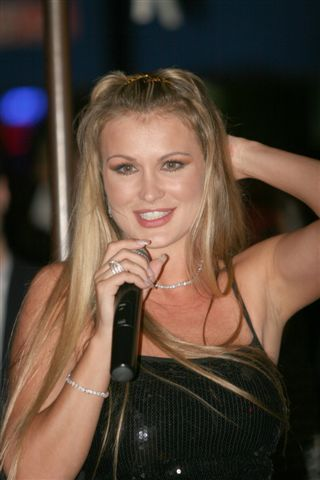
La moglie Éva Henger nel 2008

Riccardo Schicchi conobbe Éva Henger in Italia, quando lei aveva 17 anni e mezzo, successivamente si rincontrano in Ungheria; la loro collaborazione sul piano professionale iniziò ai 18 anni di lei, nel 1990, con lavori che non prevedevano il senza veli. Legati sentimentalmente dal 1992 decidono di andare a convivere a Roma.
Nel frattempo, il 18 agosto 1991 a Győr Éva Henger dà alla luce la sua primogenita Mercédesz, al momento del parto la relazione fra Éva Henger e il compagno Jelinek era terminata da alcuni mesi. Inizialmente la figlia avrebbe dovuto portare solo il cognome della madre, ma il padre per evitare la prigione, a causa di problemi giudiziari, chiede di riconoscerla, avvalendosi così dei diritti di neogenitore previsti in Ungheria. I due hanno legalmente l'affido congiunto di Mercedesz, ma fattivamente cresce esclusivamente con la madre.
Mercedesz cresce fattivamente esclusivamente con la madre, ma legalmente Éva aveva l'affido congiunto della figlia con Jelinek; ciò comporta che per i documenti debba esserci la firma di entrambi i genitori e ciò porta l'uomo a richiedere delle somme di denaro in cambio; Jelinek decide di chiedere anche un compenso economico in cambio della rinuncia della patria potestà sulla figlia in favore di Riccardo Schicchi, ma dopo aver avuto il denaro non si presenta all'udienza.
Nel 1994 Éva Henger decide di fare causa al suo ex compagno Jelinek per i suoi comportamenti, tenendo anche in considerazione il mancato pagamento del mantenimento fin dalla nascita. L'uomo non pagherà mai il mantenimento ma Éva ottiene l'affidamento super esclusivo.
Mercedesz è dunque dichiarata anagraficamente Mercedesz Jelinek Schicchi (Jelinek è appunto il cognome del padre biologico). Riccardo voleva che la figlia venisse riconosciuta come sua a tutti gli effetti, mantenendo quindi il segreto sulla paternità biologica; nel 2019 Mercedesz rende pubblico l'argomento (a causa di alcuni giornali che avevano scoperto la vicenda), sottolineando che per lei l'unico padre è comunque Riccardo.
Éva Henger e Riccardo Schicchi si sposano a Roma il 19 gennaio 1994 e dalla loro unione nasce Riccardo Beltaim Jr. il 22 dicembre 1994 a Roma.
Nonostante Éva Henger e Riccardo Schicchi conducessero vite separate da alcuni anni, non vi fu mai la separazione legale; Éva è rimasta al fianco di Riccardo Schicchi fino alla fine.
Il 12 aprile 2009 a Roma è nata Jennifer, figlia di Éva Henger e di Massimiliano Caroletti; essendo Éva ancora legalmente sposata con Riccardo, quest'ultimo alla nascita della bambina ha dovuto recarsi all'anagrafe per firmare la rinuncia di paternità.
È morto il 9 dicembre 2012, a 59 anni, nell'ospedale Fatebenefratelli di Roma. Lo stesso giorno Éva Henger comunicò la morte del marito a Clemente Mimun che diffuse la notizia.
I funerali si sono tenuti l'11 dicembre 2012 presso la basilica dei Santi Pietro e Paolo a Roma; in seguito la salma è stata tumulata nel cimitero Laurentino. Alla morte di Riccardo Schicchi, tra gli altri beni, quanto a lui intestato del marchio Diva Futura divenne di proprietà della moglie Éva e dei figli Mercedesz e Riccardo Jr.

## Omaggi
Dopo la morte di Schicchi, il 21 dicembre 2012 Sky Uno HD trasmette Il signore del porno - Riccardo Schicchi, per la regia di Alberto D'Onofrio, un docufilm che ripercorre la storia pubblica e privata di Riccardo Schicchi; tra i protagonisti la moglie Éva Henger, nel cast anche la figlia Mercédesz; l'anno successivo verrà per la prima volta in chiaro su Cielo.
Nel 2013 Debora Attanasio, segretaria di Riccardo Schicchi, pubblica il libro Non dite alla mamma che faccio la segretaria - Memorie di una ragazza normale alla corte del re dell'hard edito Sperling & Kupfer. 
Nel 2024 il suo personaggio è interpretato da Vincenzo Nemolato nella serie televisiva Netflix Supersex per la regia di Matteo Rovere, Francesco Carrozzini e Francesca Mazzoleni.
Partendo dal libro di Debora Attanasio, nel 2024 viene girato Diva Futura, lungometraggio per la regia di Giulia Steigerwalt, incentrato sulla figura di Riccardo Schicchi e sull'agenzia Diva Futura; dove Riccardo Schicchi è interpretato da Pietro Castellitto.
Nel 2025 viene realizzato uno spettacolo teatrale 527 Riccardo il Sovrano diretto da Pier Paolo Palma.
Nel 2025 Debora Attanasio pubblica il libro Diva Futura per la Sonzogno. Nello stesso anno per celebrare i 30 anni dalla prima edizione di Oltraggio al pudore di Riccardo Schicchi, il libro viene rieditato con prefazione di Debora Attanasio e postfazione di Éva Henger con un epilogo composto da capitoli che rispecchiano una prospettiva più intima e personale; Éva è anche la curatrice della riedizione.

## Procedimenti giudiziari
Ad aprile 2006 con la sua agenzia Diva Futura e insieme alla moglie, viene condannato a 6 anni per associazione a delinquere finalizzata all'immigrazione clandestina e allo sfruttamento della prostituzione.

## Nella cultura di massa

### Cinema
- Diva Futura, regia di Giulia Steigerwalt (2024) – Riccardo Schicchi è interpretato da Pietro Castellitto

### Televisione
- Moana, regia di Alfredo Peyretti (2009) – miniserie TV – Riccardo Schicchi è interpretato da Fausto Paravidino
- Supersex, regia di Matteo Rovere, Francesco Carrozzini e Francesca Mazzoleni (2024) – serie TV – Riccardo Schicchi è interpretato da Vincenzo Nemolato

### Libri
- Debora Attanasio, Non dite alla mamma che faccio la segretaria - Memorie di una ragazza normale alla corte del re dell'hard, Sperling & Kupfer, 2013, ISBN 8820054671.
- Debora Attanasio, Diva Futura, Sonzogno, 2025, ISBN 9788845427206.
- Riccardo Schicchi, Oltraggio al pudore, a cura di Éva Henger, prefazione di Debora Attanasio, postfazione di Éva Henger, MTS Edizioni, 2025  [1995], ISBN 9791281849167.

### Teatro
- 527 Riccardo il Sovrano diretto da Pier Paolo Palma (2025)

## Filmografia parziale

### Regista
- Cicciolina amore mio, co-regia con Amasi Damiani e Bruno Mattei (1979) – non accreditato
- La conchiglia dei desideri (1983)
- Cicciolina il giorno dopo - Orgia nucleare (1984)
- Porno Poker (1984)
- Banane al cioccolato (1986)
- Cicciolina number one (1986)
- I racconti sensuali di Cicciolina (1986)
- Telefono rosso (1986)
- Carne bollente (1987)
- Fantastica Moana (1987)
- Moana, la bella di giorno (1987)
- Moana la scandalosa (1988)
- Telefono rosso number 2 (1988)
- Il vizio di Baby e l'ingordigia di Ramba (1989) –  co-regia con Mario Bianchi
- La mia preda (1989)
- L'uccello della felicità (1989) –  co-regia con Mario Bianchi
- L'uccello del piacere (1989) – firmato sotto lo pseudonimo "Richard Skool"
- Cicciolina e Moana "Mondiali" (1990) – non accreditato – co-regia con Mario Bianchi
- Notti magiche (1991) – firmato sotto lo pseudonimo "Derek Worth"
- Carcere amori bestiali (1991)
- Le perversioni degli angeli (1991)
- Bagnate davanti e di dietro – firmato sotto lo pseudonimo "Derek Worth" (1991)
- Luna park dell'amore (1992)
- Passione indecente (1993)
- Il fuoco della trasgressione (1994)
- Uccelli in paradiso (1994)
- Carcere amori bestiali (1994)
- La taverna dei mille peccati (1995) – firmato sotto lo pseudonimo "Derek Worth"
- Abissi veniali (1995)
- Finalmente pornostar (la conchiglia violata) (1997)
- Le pornololite di Diva Futura 5 (1997)
- Eva più che mai!!! (1998) – co-regia con Antonio Adamo
- I vizi anali delle collegiali (1998)
- Eva per tutti! (il sogno diventa realtà) (1999)
- A letto con Eva - Esordienti in azione (1999)
- Eva contro Eva (2001)
- Scacco alla regina (2001)
- Gli esami orali delle collegiali (2001)
- Analità marziane (2005)
- I segreti di Moana (2009)

### Produttore
- Cicciolina amore mio (1979)
- I segreti di Moana (2009)

### Sceneggiatore
- Cicciolina amore mio (1979)
- Banane al cioccolato (1986)
- I racconti sensuali di Cicciolina (1986)
- La mia preda (1989)
- Analità marziane (2005)

### Attore
- Moana la scandalosa, regia di Riccardo Schicchi (1988)
- Le depravazioni di Milly, regia di Mario Bianchi (1996)
- Prova a prendermi, regia di Guido Maria Ranieri (2004)
- Porno e libertà, regia di Carmine Amoroso (2016)

#### Documentari
- Camerini ardenti, regia di Pietro Balla e Monica Repetto (1996)

#### Docufilm
- Il signore del porno - Riccardo Schicchi, regia di Alberto D'Onofrio (2012) – trasmesso su Sky Uno HD e Cielo

## Spettacoli

### Regista
- Diamante (1984-1985)
- Sesso telecomandato (1986)
- Curve deliziose (1986)
- Perversion (1987)
- Living In The Paradise (1989)
- Pornografia (1989)
- Petra rockstar (1989)

## Produttore discografico
- Ilona Staller di Ilona Staller (album - RCA Italiana, 1979)
- I Was Made for Dancing di Ilona Staller (singolo - RCA Italiana, 1979)
- Cavallina a cavallo/Più su sempre più su di Ilona Staller (singolo - RCA Italiana, 1979)

## Radio
- Voulez-vous coucher avec moi? (Radio Luna, 1973) – co-conduzione con Ilona Staller

## Libri
- Riccardo Schicchi, Oltraggio al pudore, Palermo, Arbor, 1995, ISBN 88-86325-20-7.